# Little Talks
«Little Talks» es una canción interpretada y realizada por la banda islandesa Of Monsters and Men. La canción fue lanzada como sencillo principal de su álbum debut, My Head Is an Animal, del año 2012, y como parte de su EP Into the Woods. Fue escrita por Arnar Rósenkranz Hilmarsson, Brynjar Leifsson, Nanna Bryndís Hilmarsdóttir, Ragnar Þórhallsson y producida por Of Monsters and Men y Aron Þór Arnarsson.

## Éxito internacional
En agosto de 2011, la radioemisora 104.5 de Filadelfia comenzó a tocar «Little talks» y propulsó la popularidad de Of Monsters and Men en los Estados Unidos. El 16 de agosto de 2012, «Little talks» alcanzó el primer lugar de la tabla Irish Singles Chart, permaneciendo ahí dos semanas. En Estados Unidos también alcanzó la máxima posición en la lista Alternative Songs de la revista Billboard.

## Video musical
El video de «Little talks» fue estrenado en el sitio web YouTube el 2 de febrero de 2012. Siendo dirigido por Mihai Wilson y Marcella Moser, el video muestra a cinco aventureros interpretados por los miembros de la banda que recorren un mundo de fantasía acechado por diversas criaturas de pesadilla. Con la ayuda de una fuerza sobrenatural con forma de mujer, interpretada por Nanna Bryndís Hilmarsdóttir, todos sobreviven. El video fue nominado en la categoría Mejor dirección de arte en los premios MTV Video Music Awards 2012, pero perdió ante «Wide Awake» de Katy Perry.

## Posicionamiento en listas
| Listas (2011–13)                       | Mejor posición |
| -------------------------------------- | -------------- |
| Australia (ARIA)                       | 7              |
| Austria (Ö3 Austria Top 40)            | 9              |
| Bélgica (Flandes) (Ultratop 50)        | 3              |
| Bélgica (Valonia) (Ultratop 50)        | 11             |
| Canadá (Canadian Hot 100)              | 55             |
| Canadian Alternative Rock              | 2              |
| República Checa (Rádio Top 100)        | 2              |
| Europe (Euro Digital Songs)            | 9              |
| Francia (SNEP)                         | 86             |
| Alemania (Media Control AG)            | 5              |
| Iceland (Tónlist)                      | 1              |
| Irlanda (IRMA)                         | 1              |
| Italia (FIMI)                          | 2              |
| Japón (Japan Hot 100)                  | 72             |
| Luxembourg Digital Songs (Billboard)   | 6              |
| Mexico Ingles Airplay (Billboard)      | 1              |
| Mexico Airplay (Billboard)             | 43             |
| Países Bajos (Dutch Top 40)            | 16             |
| Nueva Zelanda (Recorded Music NZ)      | 4              |
| Polonia (Polish Airplay Top 100)       | 4              |
| Escocia (Scottish Singles Sales Chart) | 12             |
| Eslovaquia (Rádio Top 100)             | 6              |
| España (Top 100 Canciones)             | 21             |
| Suecia (Sverigetopplistan)             | 21             |
| Suiza (Schweizer Hitparade)            | 24             |
| Reino Unido (UK Singles Chart)         | 12             |
| Estados Unidos (Billboard Hot 100)     | 20             |
| Estados Unidos (Mainstream Top 40)     | 18             |
| Estados Unidos (Adult Top 40)          | 6              |
| Estados Unidos (Adult Contemporary)    | 20             |
| Estados Unidos (Alternative Airplay)   | 1              |
| US Rock Songs (Billboard)              | 3              |
| Venezuela Top 200 (Record Report)      | 108            |